# Rajdowy Puchar Pokoju i Przyjaźni
Puchar Pokoju i Przyjaźni (inne nazwy: Puchar Krajów Socjalistycznych, Puchar Krajów Demokracji Ludowej, Mistrzostwa Krajów Socjalistycznych, Mistrzostwa Krajów Demokracji Ludowej) – coroczny cykl rajdów samochodowych, odbywający się wśród kierowców państw socjalistycznych. Organizowany w latach 1967–1989.

## Historia
Zawody były zorganizowane na wzór wyścigowego Pucharu Pokoju i Przyjaźni, to znaczy prowadzono klasyfikację kierowców oraz narodów. Pierwsza edycja Pucharu odbyła się w 1967 roku. Puchar składał się zwykle z siedmiu (czasami pięciu lub sześciu) eliminacji rozgrywanych w krajach socjalistycznych: Związku Radzieckim, Bułgarii, Rumunii, Czechosłowacji, NRD, na Węgrzech i w Polsce. W Polsce eliminacją PPiP był niezależnie od eliminacji mistrzostw Europy kierowców Rajd Polski. Początkowo regulamin dopuszczał starty na dowolnym samochodzie, następnie dopuszczono tylko jeden samochód produkcji zachodniej w zespole narodowym, później od roku 1984 (lub 1985?) dopuszczone były tylko samochody produkcji krajów socjalistycznych. Była to najważniejsza impreza międzynarodowa dla ówczesnych polskich rajdowców, ze względu na wysokie koszty jakie niosły za sobą starty w mistrzostwach Europy i brak samochodu, mogącego skutecznie rywalizować z najnowszymi modelami firm zachodnich. W zgodzie z "socjalistyczną doktryną" główną klasyfikację stanowiła punktacja zespołów narodowych, klasyfikację zawodników indywidualnych traktowano drugorzędnie. Czynione były również starania by FIA nadał tej imprezie rangę Mistrzostw Europy Wschodniej, co nigdy nie doszło do skutku. Przemiany jakie zaszły w Europie Środkowej i Wschodniej po roku 1989 i trudności gospodarcze krajów organizujących te zawody spowodowały zaniechanie dalszych rozgrywek RPPiP.

## Mistrzowie
| Sezon | Kierowca                     | Naród          |
| ----- | ---------------------------- | -------------- |
| 1967  | ?                            | NRD            |
| 1968  | ?                            | ?              |
| 1969  | ?                            | ?              |
| 1970  | ?                            | ?              |
| 1971  | ?                            | Czechosłowacja |
| 1972  | Egon Culmbacher              | NRD            |
| 1973  | Jordan Topłodolski           | NRD            |
| 1974  | Maciej Stawowiak             | Bułgaria       |
| 1975  | Błażej Krupa                 | ZSRR           |
| 1976  | Ilija Czubrikow Błażej Krupa | Czechosłowacja |
| 1977  | Václav Blahna                | Czechosłowacja |
| 1978  | Jiří Šedivý                  | ZSRR           |
| 1979  | Jan Trajbold                 | ZSRR           |
| 1980  | Václav Blahna                | ZSRR'          |
| 1981  | Jan Trajbold                 | ZSRR           |
| 1982  | Vello Õunpuu                 | ZSRR           |
| 1983  | Svatopluk Kvaizar            | ZSRR           |
| 1984  | Andrzej Koper                | ZSRR           |
| 1985  | Svatopluk Kvaizar            | ZSRR           |
| 1986  | Vallo Soots                  | ZSRR           |
| 1987  | Pavel Sibera                 | ZSRR           |
| 1988  | Pavel Sibera                 | ZSRR           |
| 1989  | Václav Arazim                | ZSRR           |